# Ilidža (nádraží)
Ilidža (v srbské cyrilici Илиџа) je bývalá železniční stanice, která se nacházela ve stejnojmenné obci (dnes součást města Sarajeva), na železniční trati Sarajevo–Ploče. V současné době se jedná o objekt, který je památkově chráněný, neslouží však svému účelu; trať byla přeložena a původní budova zachována. Budova se nachází na adrese Muhameda Mehmedbašića 22.
Budova nádraží je orientována ve směru západ-východ. Postavena byla ze dřeva a kamene. Její půdorys zabírá plochu obdélníka o rozměrech 30 x 13 m. Z přízemní budovy vystupovala průčelí s prvky typické horské architektury. Na některých místech tak měla budova až dvě patra.

## Historie
Nádraží původně úzkorozchodné trati bylo slavnostně otevřeno v roce 1892. Jako jedna z prvních železničních stanic stálo v historickém centru dnešní Ilidži a umožnilo transformaci obce z obyčejné vesnice v lázeňské letovisko Rakousko-uherského střihu, prvního na území současné Bosny. Budovu stanice navrhlo Technické oddělení státních drah Bosny a Hercegoviny. Vznikla podle standardů platných právě v Rakousku. Pro něj ji pravděpodobně vypracoval český architekt František Blažek. Stejně jako stanice na Bistriku bylo inspirováno alpskou architekturou
Nádraží sloužilo svému účelu až do roku 1966, kdy byla trať přeložena severněji, do své současné stopy. Přeložka trati byla realizována v souvislosti s její modernizací a přerozchodováním. Namísto původní trati byla zbudována víceproudá silnice (ul. Samira Ćatovića Kobre). Později ji obklopilo sídliště unifikovaných domů.
Budova přečkala dobře téměř celé 20. století, včetně války v 90. letech 20. století. V roce 1996 ji nicméně zasáhl požár, který zničil střechu. Poté začalo do stavby zatékat a její technický stav se postupně zhoršoval. V roce 2002 byla předpokládána kompletní rekonstrukce objektu, která ale nebyla nikdy uskutečněna. Později byla obnovena alespoň střecha. V roce 2020 byl objekt v havarijním stavu; vláda Kantonu Sarajevo i općiny Ilidža usilují o obnovu objektu.

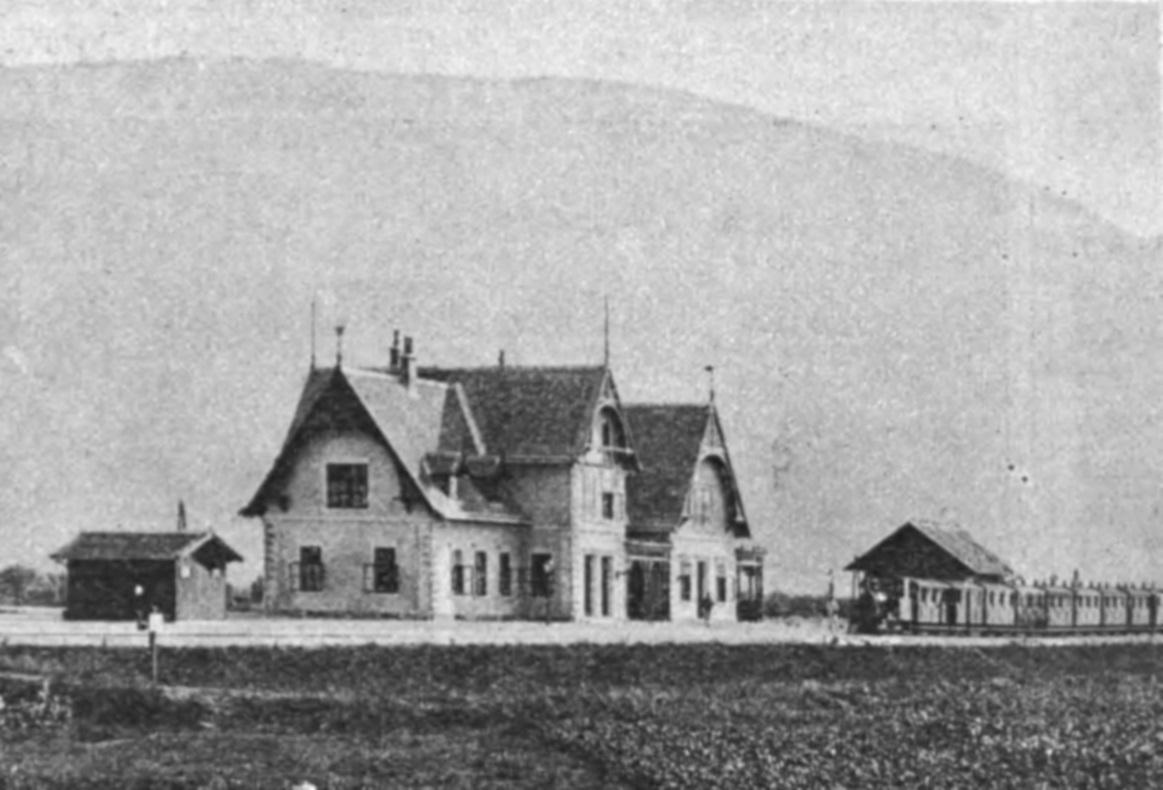
Stanice nedlouho po dokončení
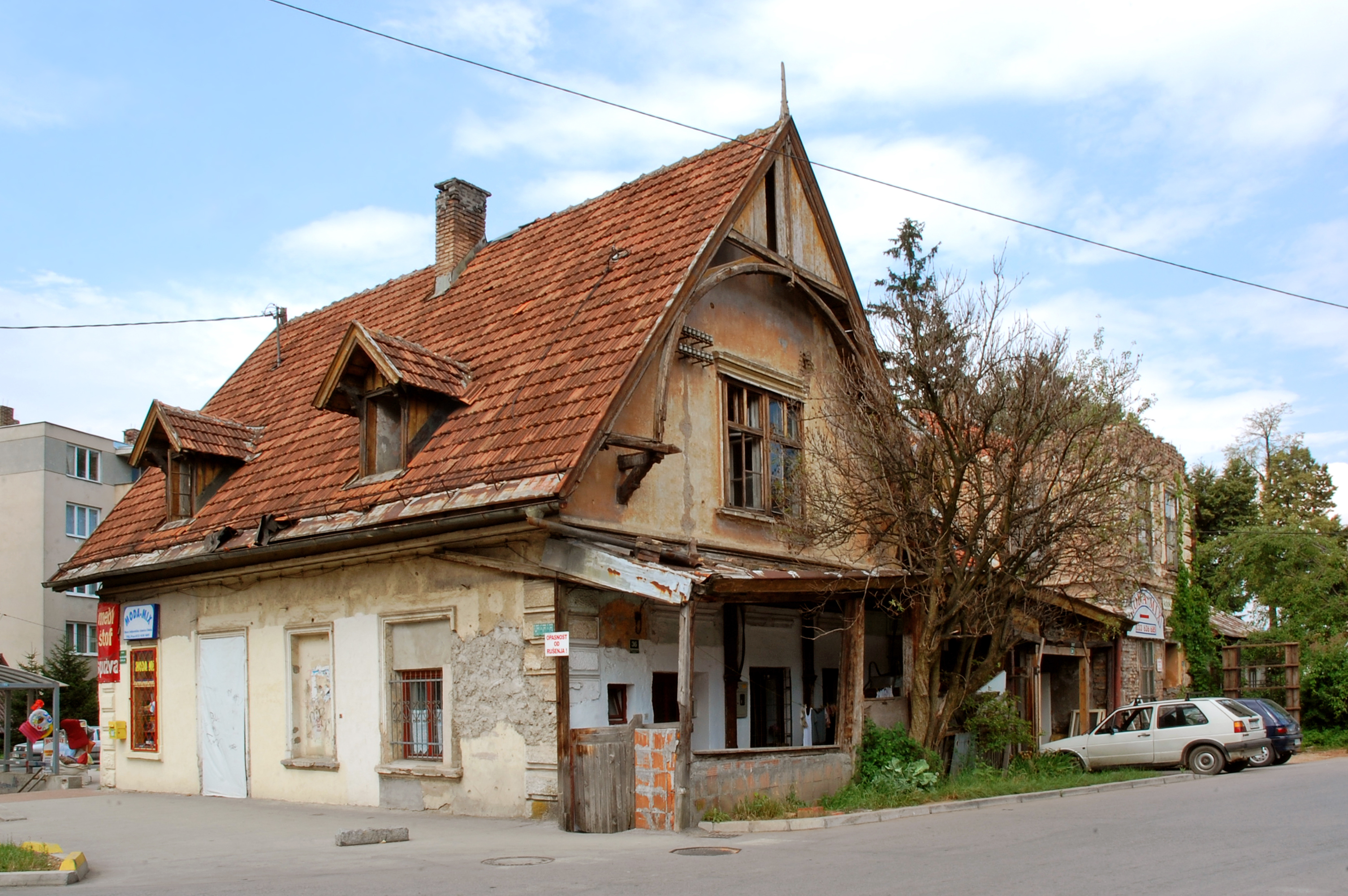
Stanice v roce 2010.
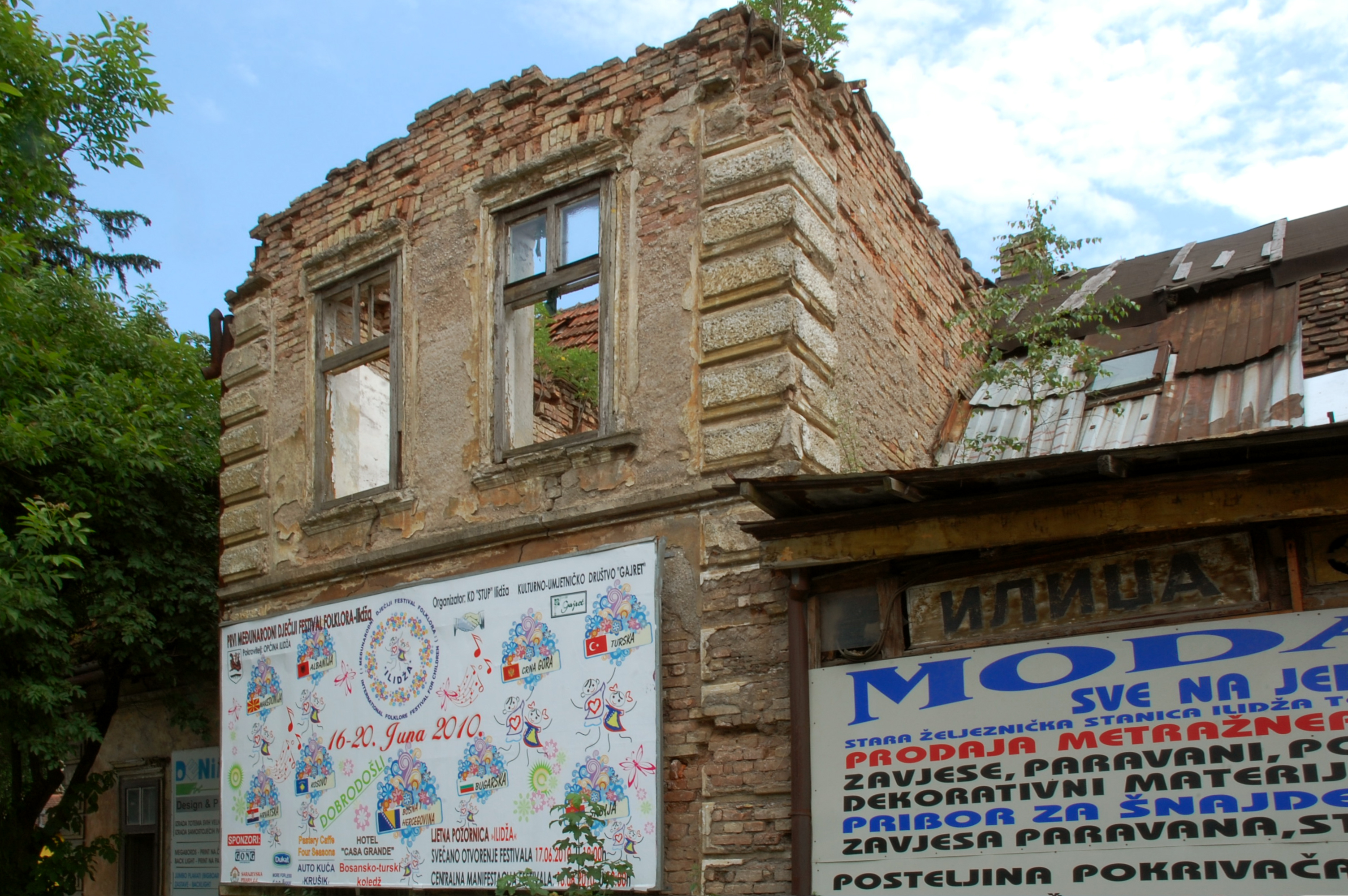
Zřícené části nádraží.
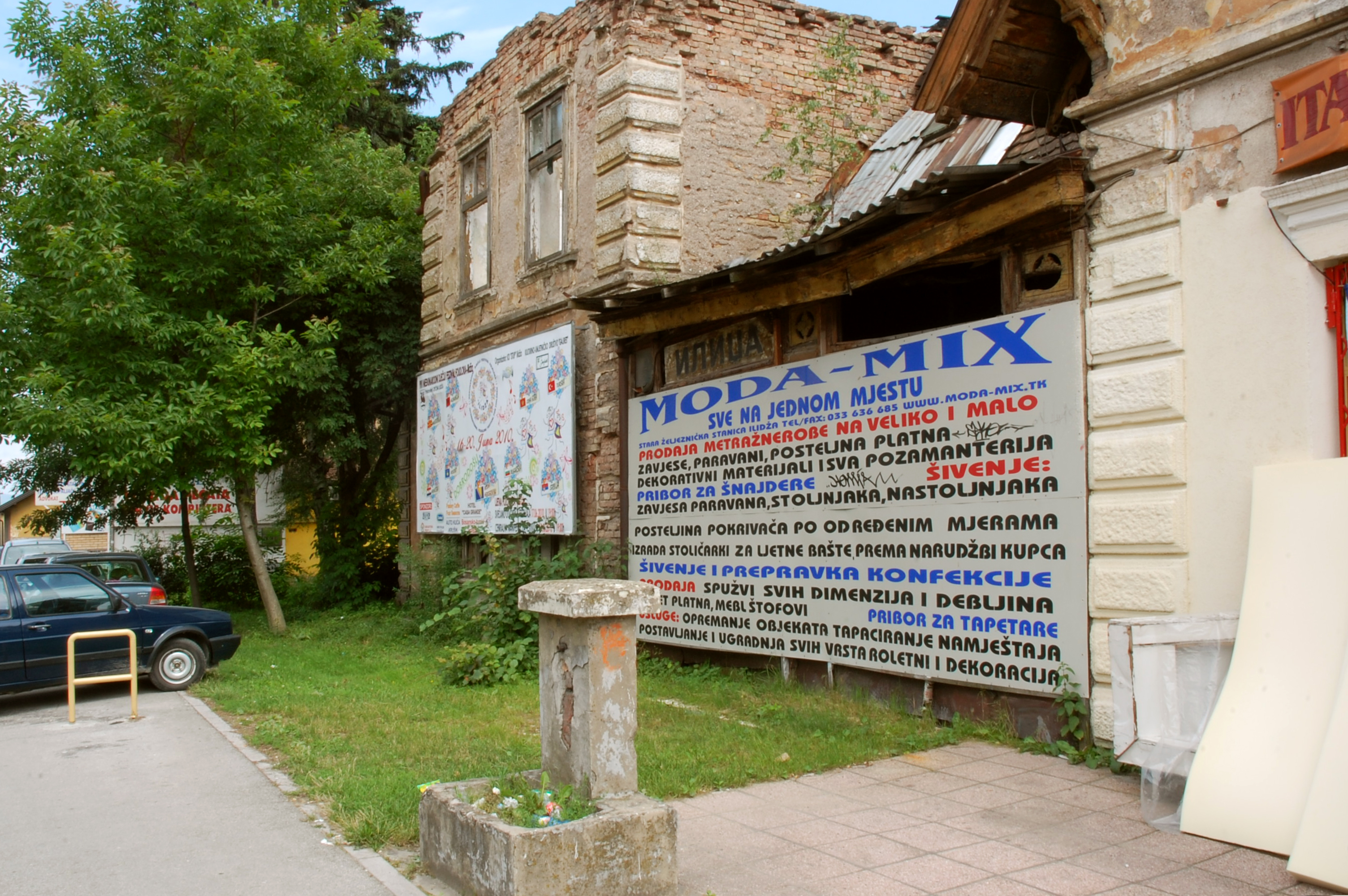
Propadlá část nádraží zakrytá reklamní plochou.
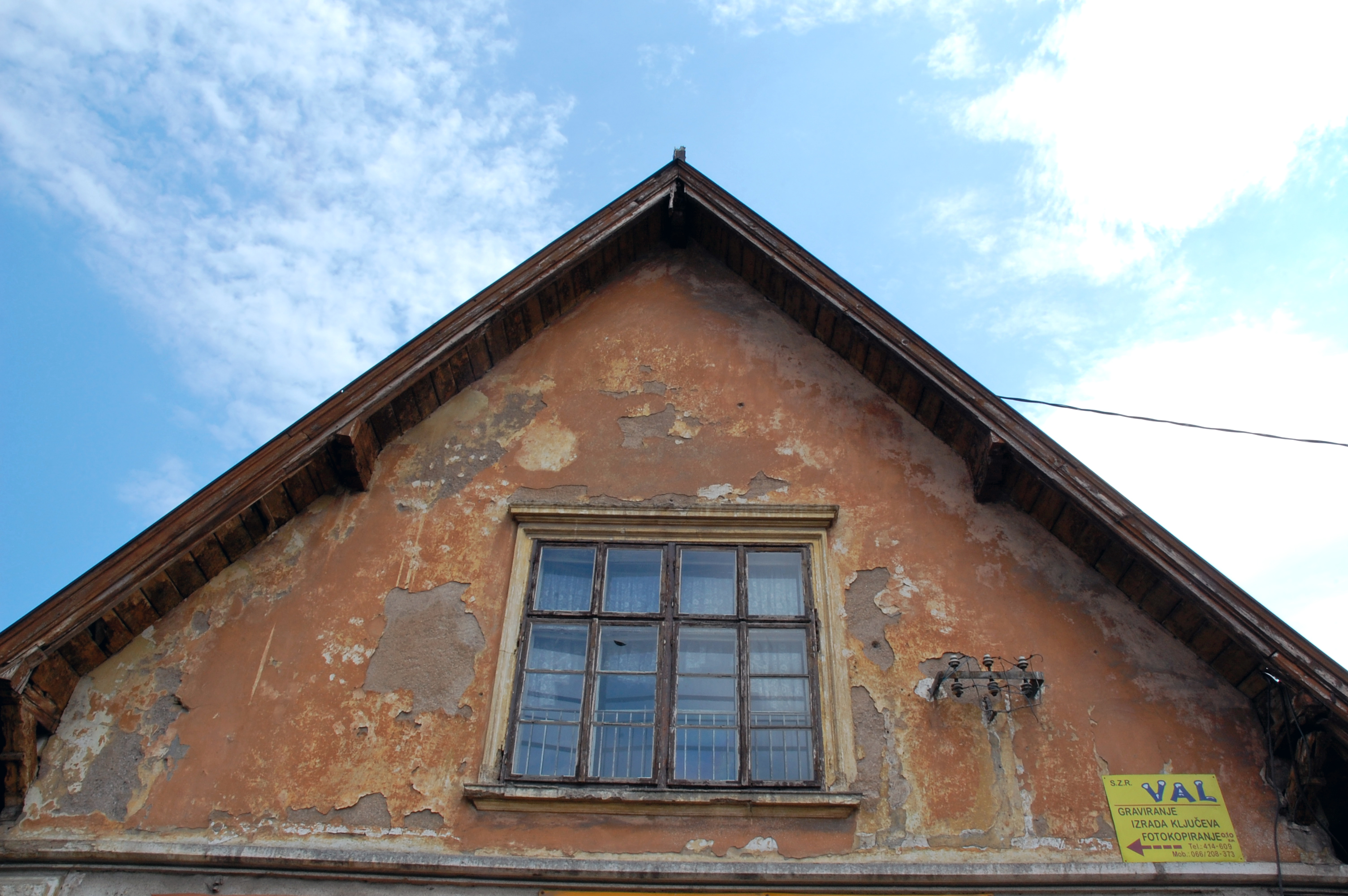
Štít budovy.